# Eureka Sound
Der Eureka Sound ist eine Meerenge des Arktischen Ozeans in der Qikiqtaaluk Region des kanadischen Territoriums Nunavut. Gemeinsam mit dem Nansen Sound trennt er die Inseln Ellesmere Island und Axel Heiberg Island.
Der Eureka Sound bildet mit dem Greely Fiord und dem Nansen Sound ein ausgedehntes Fjordsystem. Während der Nansen Sound in den offenen Ozean mündet, stellt der Eureka Sound eine Verbindung zur Norwegian Bay her. Der Sund ist 290 km lang und zwischen 9 und 48 km breit. Die von der Ellesmere-Insel im Osten einmündenden Fjorde tragen die Namen Slidre Fiord, Vesle Fiord und Bay Fiord, die Fjorde der Axel-Heiberg-Insel im Westen heißen Gibs Fiord, Mokka Fiord, Whitsunday Bay und Skaare Fiord. Zentral im Eureka Sound liegen die über 300 km² große Insel Stor Island und das kleine Hat Island. In der Mündung des Eureka Sounds in die Norwegian Bay liegt die Insel Ulvingen Island.
Die Küste des Eureka Sounds ist heute mit Ausnahme der arktischen Forschungsstation Eureka am Slidre Fiord unbewohnt, zahlreiche Funde der Thule-Kultur belegen aber eine frühere Besiedlung.
Seinen Namen erhielt der Eureka Sound von der Zweiten Expedition mit der Fram, die ihn im Frühjahr 1901 entdeckte und damit den erhofften Beweis fand, dass Axel Heiberg Island kein Teil von Ellesmere Island, sondern eine eigenständige Insel ist.